# Paul Mockapetris
Paul V. Mockapetris (Boston, 1948) é um cientista da computação e pioneiro da Internet estadunidense. Inventou em parceria com Jon Postel o Domain Name System (DNS).
Em 2012 foi induzido pela Internet Society no Internet Hall of Fame como "inovador".

## Prêmios
- 2003: Prêmio Internet IEEE
- 2005: Prêmio SIGCOMM

## Requests for Comments (RFCs)
- RFC 1035 - Domain Names - Implementation and Specification, November 1987
- RFC 1034 - Domain Names - Concepts and Facilities, November 1987
- RFC 973 - Domain System Changes and Observations, January 1986 (obsoleted by 1034 and 1035)
- RFC 883 - Domain Names - Implementation and Specification, November 1983 (updated by 973, obsoleted by 1034 and 1035)
- RFC 882 - Domain Names - Concepts and Facilities, November 1983 (updated by 973, obsoleted by 1034 and 1035)